# كريستي بويو
كريستي بويو (بالرومانية: Cristi Puiu) (و. 1967  م) هو مخرج أفلام، وكاتب سيناريو روماني، ولد في بوخارست.

## وصلات خارجية
- كريستي بويو على موقع IMDb (الإنجليزية)
- كريستي بويو على موقع روتن توميتوز (الإنجليزية)
- كريستي بويو على موقع قاعدة بيانات الأفلام العربية
- كريستي بويو على موقع ألو سيني (الفرنسية)
- كريستي بويو على موقع أول موفي (الإنجليزية)
- كريستي بويو على موقع قاعدة بيانات الأفلام السويدية (السويدية)
- كريستي بويو على موقع قاعدة بيانات الفيلم (الإنجليزية)
- كريستي بويو على موقع كينوبويسك (الروسية)